# Matosaari (ö i Mellersta Finland, Äänekoski)
Matosaari är en ö i Finland. Den ligger i sjön Keitele och i kommunen Konnevesi i den ekonomiska regionen  Äänekoski ekonomiska region  och landskapet Mellersta Finland, i den centrala delen av landet, 300 km norr om huvudstaden Helsingfors. Öns area är 0,1 hektar och dess största längd är 60 meter i öst-västlig riktning.